# Za Černým mostem
Za Černým mostem je název ulice v lokalitě Hutě (Na Hutích) v katastrálním území Hloubětína a Kyjí v Praze 14. Ulice začíná na křižovatce s Cíglerovou, kterou tvoří kruhový objezd, a má slepé zakončení před ulicí Novopackou, která je součástí Vysočanské radiály (dálnice D10 a evropská silnice E55). Na ulici navazují komunikace pro pěší nebo cyklisty. Trasa ulice má přibližný severojižní průběh, pouze v jižní části vytváří půlkruhový oblouk obrácený směrem k východu. Jižní a severní část tvoří hranici mezi katastrálními územími Hloubětín a Kyje, s výjimkou úseku mezi Stropnickou a Bodlákovou, který patří územně po obou stranách k Hloubětínu. Od jihu do ulice postupně ústí Borská, Jordánská, Lipnická, Lásenická, Stružky, K Hutím, Jamská, Branská, Stropnická, dále ji protíná ulice Nad Hutěmi, posléze do ní ústí Cvrčkova, Bodláková a Lužní.

## Historie a názvy

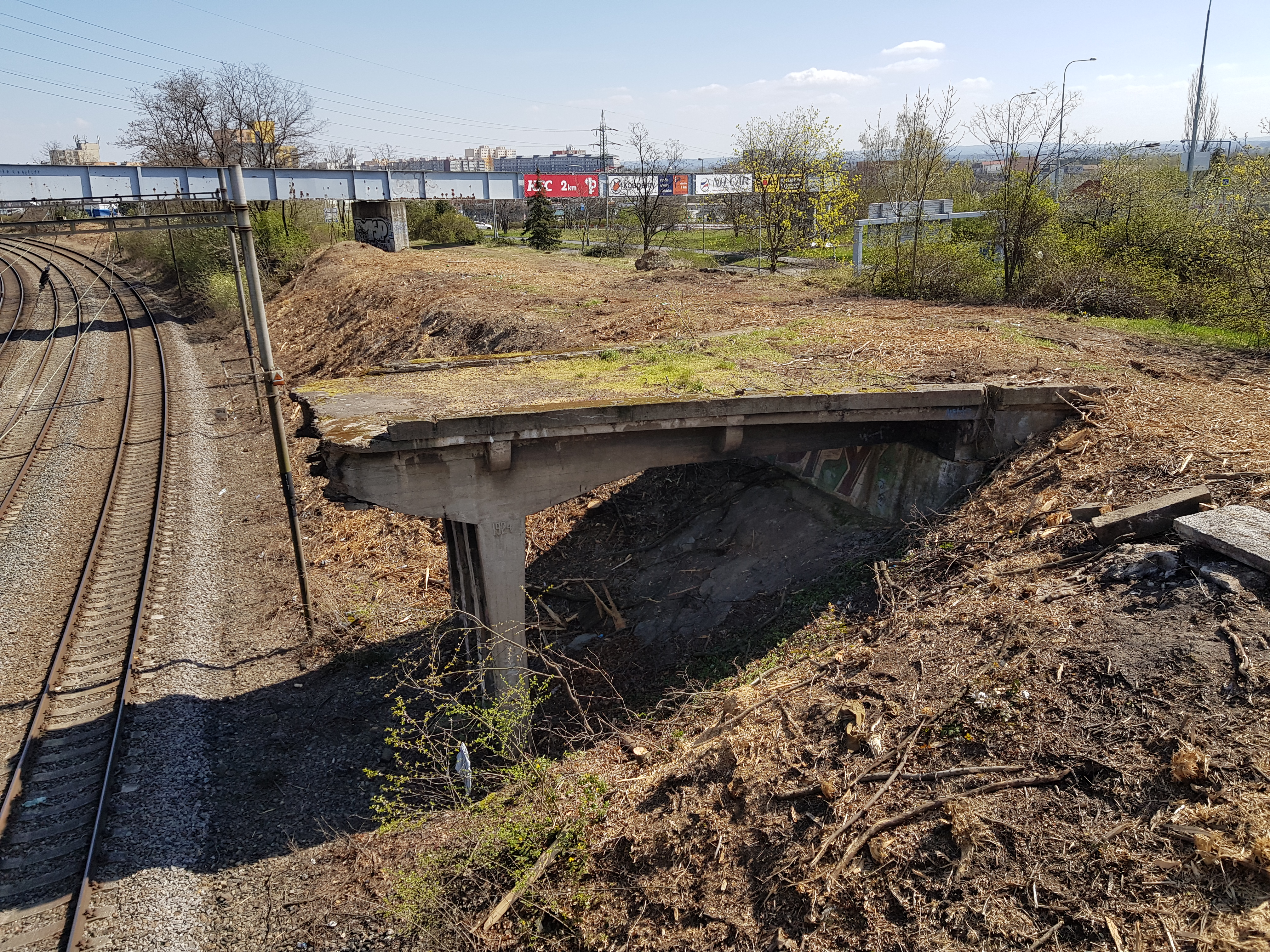
Zbytky betonového mostu z roku 1924, jehož kamenný předchůdce dal jméno ulici Za Černým mostem

Nazvána je podle své polohy v sousedství mostu přes železniční trať (070) vedoucí do Turnova, jejíž úsek mezi Neratovicemi a pražským hlavním nádražím byl dán do provozu v roce 1872. Kamenný most byl začouzený kouřem z parních lokomotiv, tedy fakticky černý. To dalo název celé přilehlé lokalitě Černý Most. Starý most byl v roce 1924 nahrazen betonovým. Jeho pozůstatky se nacházejí na východ od současného mostu přes koleje.
Původně se ulice jmenovala Fučíkova, podle Julia Fučíka (1903–1943), komunistického novináře, popraveného nacisty pro účast v protinacistickém odboji. Na počátku 70. let 20. století byl název změněn na současný.
V roce 2019 byl zbudován malý kruhový objezd na křižovatce s ulicí Cíglerova. V roce 2020 proběhlo plánování rekonstrukce mostu přes železniční trať, samotná realizace výměny starého mostu za nový proběhla v 5–10/2021, stála 38,92 milionu korun.
V prosinci 2023 byla poblíž východním směrem uvedena do provozu železniční zastávka Praha-Rajská zahrada na trati do Lysé nad Labem (modernizovaného úseku Vysočany–Mstětice), s lávkou nad Chlumeckou ulicí ke stanici metra Rajská zahrada.

## Zástavba a charakter ulice
Většina okolní zástavby se nalézá na její východní straně. V jižním úseku západní strany probíhala od roku 2017 výstavba přízemního komerčně-provozního objektu (prodejny) a od roku 2018 tří bytových domů o osmi nadzemních podlažích. Na ně navazují budovy středního odborného učiliště s přilehlým hotelem, následuje krátká oblast zeleně (starousedlíky nazývaná Remetka[zdroj?]), dále chatová oblast (tzv. Zahrádky[zdroj?]) a na severu jsou povětšinou jen pole. Na východní straně jsou v jižní části jednopatrové rodinné domy se zahradami, poté přízemní budova posilovny a kurt pro squash, následuje vícepatrová bloková zástavba z 90. let 20. století s restaurací a na severu jsou opět rodinné domy se zahradami.
Celou ulicí prochází cyklistická trasa, podél jižního úseku vede Naučná stezka Prahy 14. Na ulici se nalézá autobusová zastávka Hutě (směr metro B – stanice Rajská zahrada, autobusy č. 186, 201).

## Budovy a instituce
- MTV Fitness & Squash, Za Černým mostem 1425, fitness a squash.[11]
- Střední odborné učiliště gastronomie a podnikání, Za Černým mostem 362/3.[12]
- Hotel Pramen, Za Černým mostem 362/3.[13]
- Arter restaurant, Za Černým mostem 1526.[14]
- Restaurace Na Hrádku, Světská 222/2, mezi ulicemi Branská a Jamská